# Студентски клуб Гундулић
Студентски клуб Гундулић у Лесковцу настао је 1920. године обновом рада истоимене ђачке дружине која је створена још пре балканских ратова и имао је значајну улогу у културном животу младих Лесковчана.

## Историјат рада
Чланови клуба су дали себи задатак да Лесковац добије библиотеку, те су организовали концерте од чијих прихода су набављали књиге. Апелом су се 1924. године обратили и грађанима да помогну својим прилозима и град је заиста добио прву јавну библиотеку после Првог светског рата. Због сукоба око управљања клубом, 1928. године дошло је до привременог престанка његовог рада. Убрзо је уследила шестојануарска диктатура, те су студенти могли обновити свој рад тек након доношења Септембарског устава, али се и тада поновно окупљање одужило. Ванредна скупштина студената одржана је тек јула 1934. године у сали хотела "Костић". Некадашњи "Гундулић" преименован је у Удружење студената које је преузело народну књижницу и читаоницу од Народног универзитета и приступило отварању стручне студентске књижнице у просторијама Народне књижнице. Мало је сачуваних података о раду удружења у наредним годинама, док за 1939. и 1940. има више података. Организована је сарадња са Академским позориштем, Народним универзитетом и "Сељачком слогом". Године 1939. организовано је успешно вече посвећено Бори Станковићу, а затим и излет до Козара. У марту 1940. године заједно са Академским позориштем организована је приредба која је затим одржана и у Лебану. У јесен исте године одржане су још две заједничке приредбе у Лебану и Власотинцу.
Удружење је било и политички активно. Давало је пуну подршку Акционом одбору стручног студентског удружења у Београду, а његови представници су присуствовали Конгресу Удружења студената за мир и Лигу народа, при Универзитету у Београду. Удружење се ангажовало и у пружању помоћи за повратак добровољцима из Шпаније. Због напредне активности често је било под ударом полиције, те је непосредно пре почетка Другог светског рата укинуто.